# 1504

## أحداث
- 1 يناير - القوات الفرنسية التابعة للملك لويس الثاني عشر تسلم جيتا إلى الإسبان بقيادة غونثالو فرنانديث دي كوردوبا.
- بناء المدرسة العامرية في رداع في اليمن بأمر من السلطان الظافر عامر بن عبدالوهاب

## مواليد
- الغورو أنجاد
- محمد الفتني
- بدر الدين الكرخي

## وفيات
- الملكة إيزابيلا الأولى
- شتيفان الكبير